# دوبیشچن
دوبیشچن (به لهستانی:  Dobieszczyn) یک روستا در لهستان است که در گمینا پلیس واقع شده‌است. دوبیشچن ۵ نفر جمعیت دارد.